# Łamacz światła
Łamacz światła, Brise soleil – detal architektoniczny, poziomy lub pionowy, służący rozproszeniu światła słonecznego padającego na okno lub szklaną elewację w celu uniknięcia przegrzewania pomieszczeń, a zwłaszcza oślepienia osób przebywających w budynku.
Łamacze światła wykonane z żelazobetonu zastosował Le Corbusier w swoim marsylskim bloku mieszkalnym Unité d’habitation w 1952 r.
Według architekta ten rodzaj swoistych zewnętrznych żaluzji miał na celu stworzenie cienia w pomieszczeniach mieszkalnych w lato kiedy słońce jest wysoko aby chronić pomieszczenia przed przegrzewaniem oraz umożliwić dobre nasłonecznienie mieszkań zimą kiedy słońce jest nisko nad horyzontem i jego promienie wpadają już bez przeszkód.
Łamacze światła najczęściej wykonane są ze stali lub aluminium i mają postać nadwieszonych nad nadprożem okiennym rusztów z prętów, siatek, zespołów żaluzji. Niekiedy występują łamacze światła w formie betonowych belek lub rusztów.
Łamacze światła są często zespolone z pomostami do czyszczenia elewacji.

## Galeria

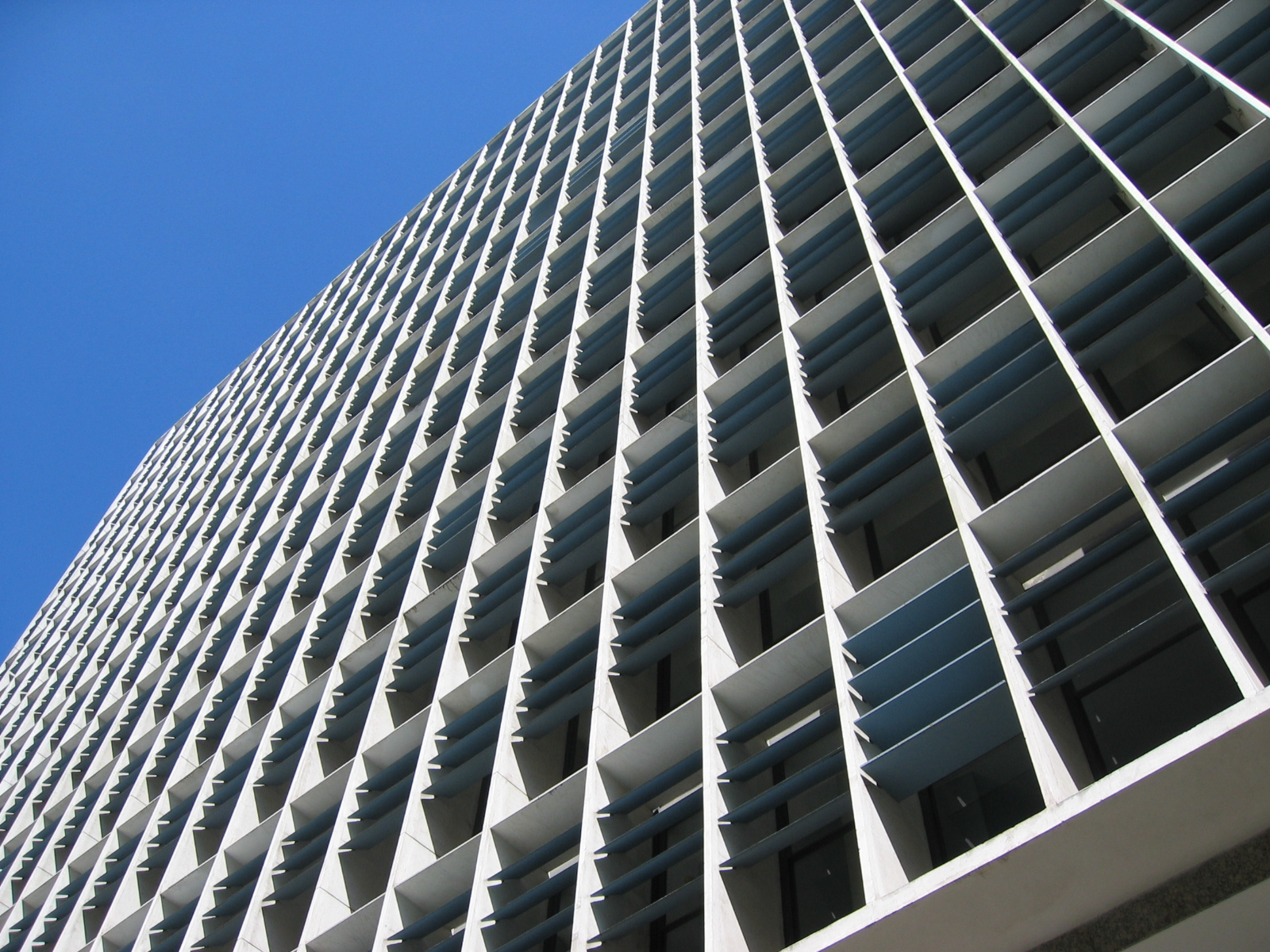
Palácio Gustavo Capanema w Rio de Janeiro, architekt Oscar Niemeyer (1936)
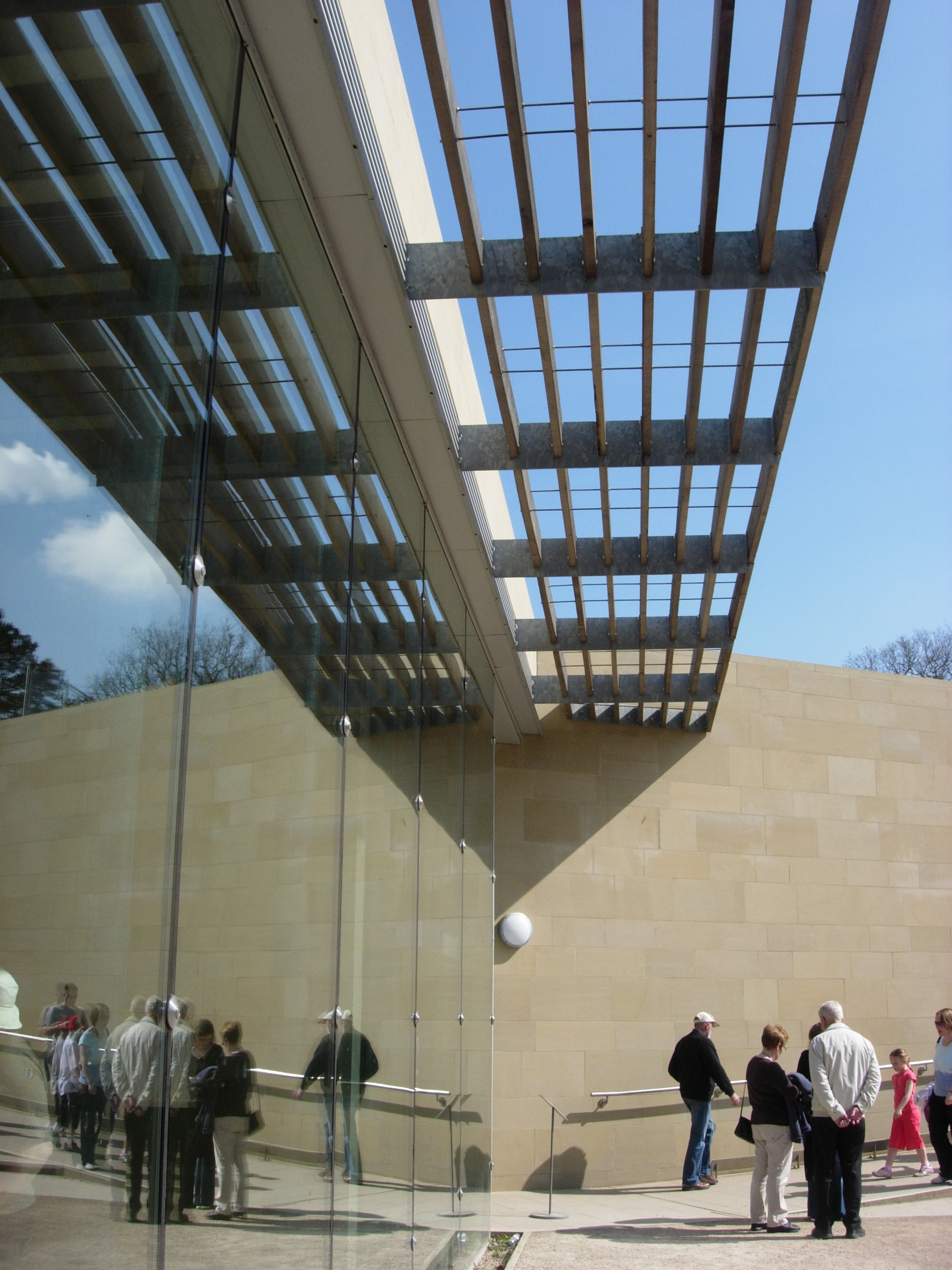
Yorkshire Sculpture Park
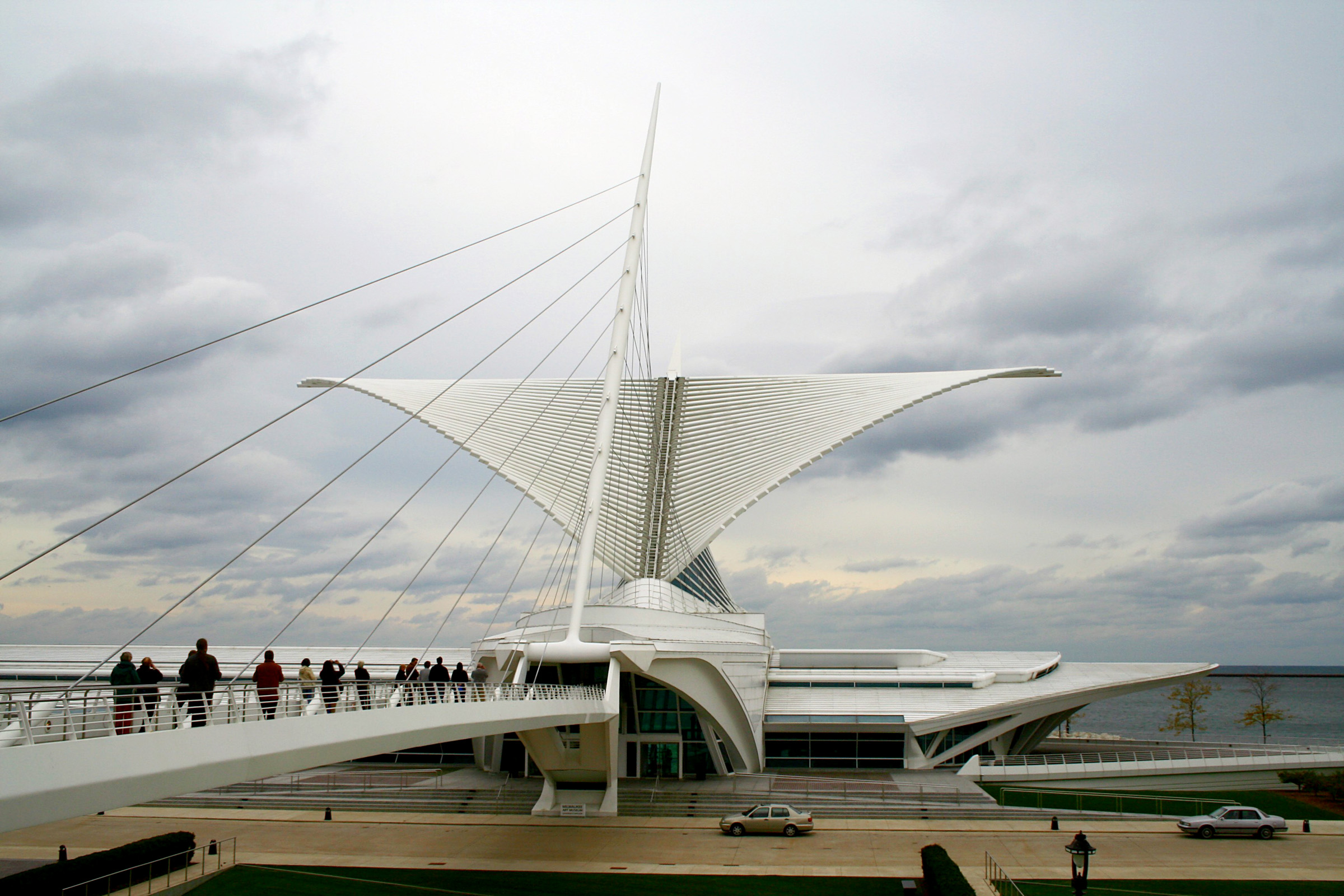
Milwaukee Art Museum